# Prostitución en Jamaica
La prostitución en Jamaica es ilegal pero está ampliamente tolerada, especialmente en las zonas turísticas. ONUSIDA estimó en 2016 que había algo más de 18 000 prostitutas en el país.
La isla es un destino para el turismo sexual. La novela de Terry McMillan, How Stella Got Her Groove Back, adaptada posteriormente al cine en 1998 y protagonizada por Angela Bassett y Taye Diggs, se basó en el turismo sexual femenino en Jamaica. También se practica el sexo transaccional.
El tráfico sexual es un problema en el país.

## La prostitución en la práctica
Las prostitutas ejercen la prostitución desde sus casas o se reúnen con los clientes en sus habitaciones de hotel o domicilios particulares. Varias prostitutas bailan en clubes nocturnos para adultos y un porcentaje de ellas procede de otros países. Estas prostitutas importadas trabajan en los clubes nocturnos más sofisticados de Kingston, que atienden principalmente a turistas, trabajadores extranjeros, diplomáticos y lugareños acomodados. En otros clubes trabajan sobre todo prostitutas locales, algunas de las cuales tienen un trabajo regular. En Ocho Ríos, las prostitutas pagan una cuota al propietario del club nocturno por utilizarlo para buscar clientes.
En Jamaica, los salones de masaje funcionan a veces como tapaderas de burdeles. Se anuncian mucho en las revistas pornográficas locales y en los periódicos oficiales. Las bailarinas de los establecimientos de striptease y baile erótico a veces ofrecen servicios sexuales como actividad secundaria.
Se pueden encontrar prostitutas homosexuales trabajando en hoteles como coordinadoras de espectáculos. La prostitución masculina descarada es poco frecuente, ya que la naturaleza homófoba del país hace que los prostitutos generalmente lleven a cabo su negocio de forma más sutil. Aun así, se ha visto a algunos hombres prostituirse en la calle.
En las zonas turísticas de Montego Bay y Ocho Ríos, las prostitutas, y otros ciudadanos, a veces se solicitan a sí mismos con la esperanza de conseguir una conexión a través de su cliente, con el que más tarde viajarán a un país desarrollado. A menudo, el resultado son favores sexuales y se intercambia dinero. En Ocho Ríos, los tripulantes de los cruceros visitan salones cercanos al muelle donde las trabajadoras del sexo tienen habitaciones reservadas.
Algunos profesionales del sexo reservan habitaciones en complejos turísticos con todo incluido para conseguir clientes entre los turistas.

## Prostitución infantil
Las dificultades económicas y las presiones sociales contribuyen a la prevalencia de la prostitución infantil. Un estudio de 2001 financiado por el Programa Internacional para la Erradicación del Trabajo Infantil y la Organización Internacional del Trabajo descubrió que niños de tan sólo 10 años ejercen la prostitución para turistas. Las niñas son contratadas por clubes "go-go" o salones de masaje. Los niños también son objeto de tráfico interno con fines de explotación sexual. Los niños de la calle también ejercen la prostitución.

## Situación actual
En la actualidad, la prostitución sigue siendo una actividad en Jamaica. La idea del "dinero rápido" es muy demandada cuando se trata de turismo sexual clandestino. Enmascarar este acto dentro de los salones de masaje sólo facilita la explotación de los jóvenes adolescentes. La prostitución se ha vuelto aún más secreta y cuestionable a medida que avanza. No solo muchos ocultan su identidad y estilo de vida, sino que hay indicios de que las jóvenes son retenidas contra su voluntad, lo que, a su vez, podría considerarse trata de seres humanos.
La Coalición SW de Jamaica lleva más de diez años trabajando con profesionales del sexo en Jamaica. El trabajo consiste en educar a la comunidad de profesionales del sexo en derechos humanos básicos utilizando el modelo tradicional de educación entre iguales. Actualmente, dicha coalición aboga por la despenalización del trabajo sexual.

## Tráfico sexual
Jamaica es un país de origen y destino de adultos y niños sometidos al tráfico sexual. Al parecer, la trata sexual de mujeres y niños jamaicanos, incluidos varones, se produce en las calles y en clubes nocturnos, bares, salones de masaje, hoteles y domicilios particulares, incluso en ciudades turísticas. Los traficantes utilizan cada vez más las redes sociales para captar víctimas. Ciudadanos jamaicanos han sido objeto de trata sexual en el extranjero, incluidos otros países del Caribe, Canadá, Estados Unidos y el Reino Unido.

### Participación del gobierno
El gobierno de Jamaica afirma tener un plan para eliminar la trata de seres humanos. En la actualidad, Jamaica se encuentra en el "nivel 2" de la lista realizada por la Oficina de Vigilancia y Lucha contra la Trata de Personas del Departamento de Estado de los Estados Unidos, lo que significa que su gobierno no cumple plenamente la norma mínima establecida por esta institución, pero que ha realizado progresos significativos en sus intentos por cumplir dichas normas.